# Gurgy Baranyi
Gurgy Baranyi (...) è un ex schermidore ungherese, vincitore di una medaglia d'argento ai campionati mondiali di scherma.